# Geografía de Benín
Benín se encuentra situado en la zona de la antigua África Occidental francesa. Sus límites geográficos son: al este con Nigeria, al oeste con Togo, al noroeste con Burkina Faso, al noreste con Níger y al sur con el Océano Atlántico.
Es uno de los países más pequeños de África, una octava parte del tamaño de Nigeria, su vecino oriental. Se extiende desde el río Níger, al norte, hasta el océano Atlántico, al sur, a lo largo de 700 km, con una anchura máxima en el norte de 325 km y una línea costera, más estrecha de 121 km. La altura media es de 200 m. En general, es una llanura ondulada, con algunas colinas y montañas.

## Biogeografía
El país está dividido en cuatro áreas principales de sur a norte. La zona costera, arenosa, con una elevación máxima de 10 m, tiene una anchura de 10 km. Es pantanosa y posee lagos y lagunas conectadas al océano. La siguen los llanos del sur del país, con una altitud que oscila entre 20 y 200 m, surcados por valles que van de norte a sur a lo largo de los ríos Couffo, Zou y Ouémé, una zona catalogada por el Fondo Mundial para la Naturaleza como parte del mosaico de selva y sabana de Guinea. A continuación se encuentra una zona de tierras llanas en las que aparecen colinas rocosas que alcanzan los 400 m, entre Nikki y Savé. Finalmente, la sierra de Atakora se extiende entre la frontera noroeste y Togo, con una elevación máxima en la frontera de 658 m, en el monte Sokbaro. Los ríos Alibori y Sota discurren en esta región hacia el norte, hasta el río Níger, que marca la frontera nordeste. El río Pendjari, gira hacia el sudoeste al llegar a la frontera con Burkina Faso, señalada por el propio río hasta Togo, y es afluente del río Volta.

### Vegetación

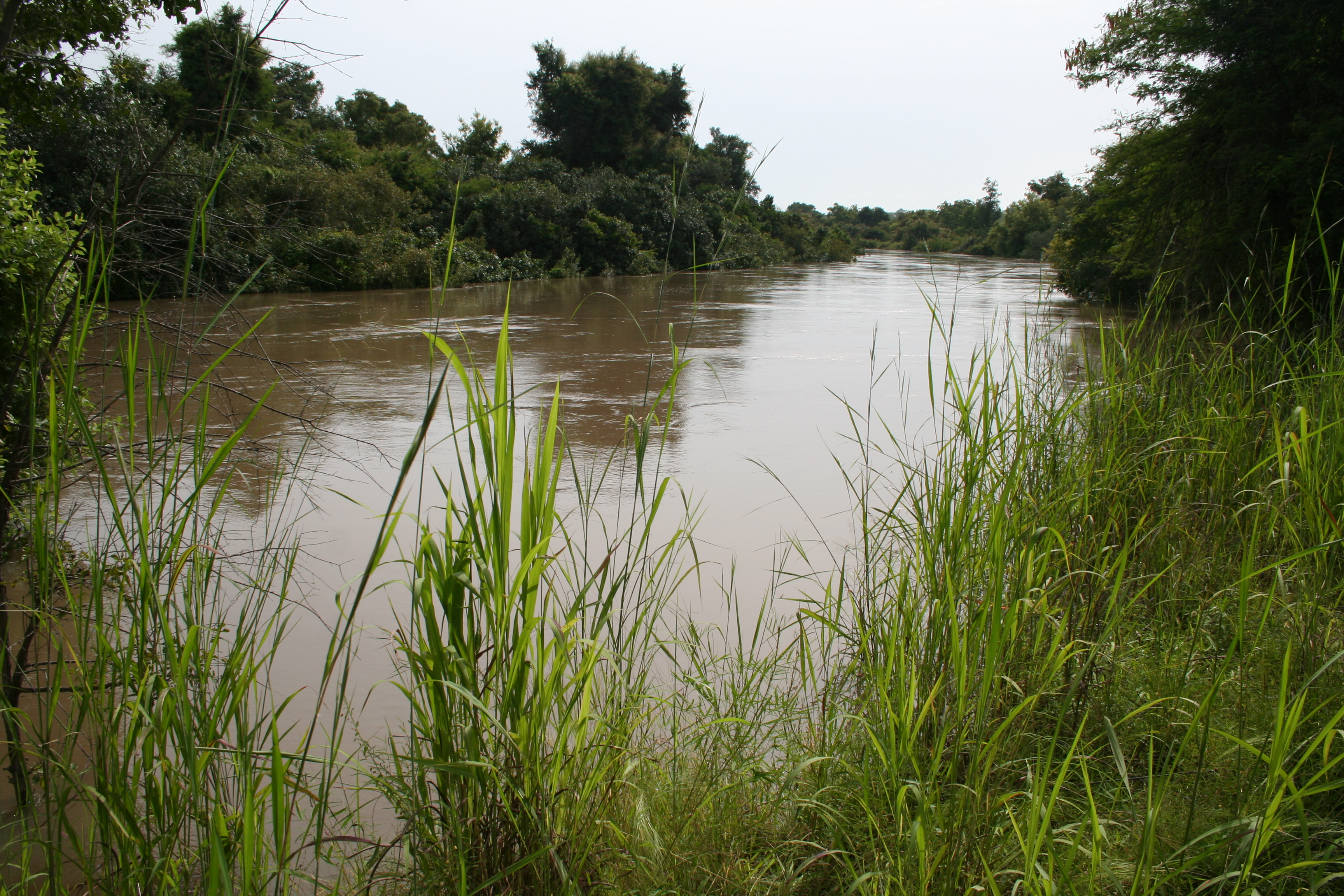
Río Mekrou a su paso por el parque nacional de W.

Los bosques representan un 31 por ciento de la superficie de Benín, aunque algunos de ellos bordean únicamente el cauce de los ríos como bosques de ribera. Tienen cierta importancia los manglares que se hallan en las lagunas costeras salobres, no en la propia costa, batida por las olas. En algunos sitios hay mangles de 22 m de altura, que se cuidan porque están asociados a creencias religiosas. En Benín hay cuatro sitios Ramsar. Dos se encuentran en las lagunas costeras: el Valle del Ouémé, laguna de Porto-Novo y lago Nokoué, y el Valle bajo del Couffo, laguna Costera, Chenal Aho y lago Ahémé. Y dos, catalogados en 2007, se encuentran el norte: el Sitio Ramsar del Complejo W, en el parque nacional de W, y la zona húmeda del río Pendjari, en el parque nacional del mismo nombre.

## Clima

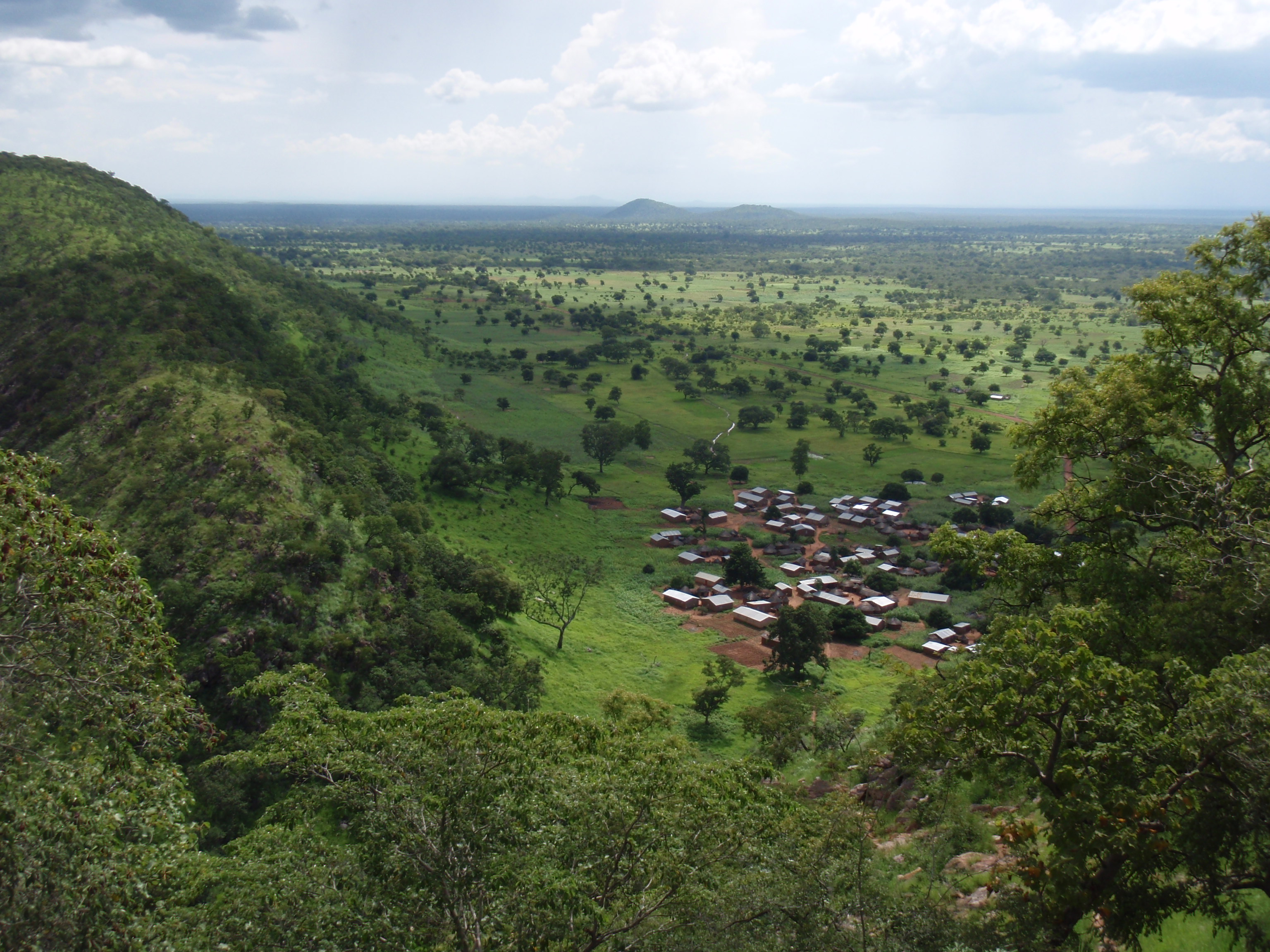
Parque nacional de Pendjari, en el noroeste de Benín, muy caluroso en primavera, antes de la llegada de las lluvias, aunque no tanto como el parque nacional de W, en el río Níger

El clima de Benín es cálido y húmedo. La media de lluvia anual en la costa es de unos 1360 mm, no demasiado alta para ser la costa occidental de África. Benín tiene dos periodos húmedos y dos periodos secos. La principal estación de las lluvias se da entre abril y finales de julio, con un corto pero intenso episodio de lluvias desde fines de septiembre a noviembre. La principal estación seca va desde diciembre a abril, con un corto episodio seco y frío de finales de julio a primeros de septiembre. Las temperaturas y la humedad son altas en la costa tropical. En Cotonú, en la costa (1.310 mm), la media de las máximas es de 31.oC, y la de las mínimas de 24.oC, casi constantes todo el año. En Kandi, al norte, en la cuenca del río Níger, caen 1005 mm en 71 días, entre abril y octubre, la media de las máximas en abril es de 37.oC, pero pasan con frecuencia de los 40.oC, sobre todo en el parque nacional de W, y la media de las mínimas baja en diciembre a los 17.oC.
Las temperaturas son más variables a medida que se asciende hacia el norte por la sabana y las mesetas cerca del Sahel. El viento harmattan, del Sahara, sopla de diciembre a marzo, cuando no llueve. La hierba se seca, la vegetación se vuelve marrón y un velo de polvo tiñe el aire emborronando el cielo. Es la época en que los campesinos queman los campos.

## Áreas protegidas de Benín

Complejo W-Arly Pendjari, que incluye los parques nacionales de Pendjari y W de Benín en un amplio conjunto de zonas protegidas, que si se añaden las reservas parciales y los cotos de caza alcanza los 32.250 km².

Según la IUCN, en Benín hay 63 áreas protegidas que cubren 34.369 km², el 29,6 % del territorio de 116.095 km². De estas, 2 son parques nacionales, 3 son zonas de caza, 1 es un parque regional, 37 son bosques catalogados, 7 son áreas de reforestación y 3 cumplen otros criterios. En este conjunto hay 3 reservas de la biosfera de la Unesco, 1 sitio patrimonio de la humanidad y 4 sitios Ramsar.

#### Parques nacionales
- Parque nacional de Pendjari, de 2755 km², que forma parte del Complejo W-Arly Pendjari, también llamado Reserva Transfronteriza de la biosfera de W-Arly-Pendjari, un mosaico de áreas protegidas repartidas entre Níger, Benín y Burkina Faso, que cubre 17 150 km². El parque de Pendjari está frente al parque nacional de Arli, en Burkina Faso.
- Parque nacional W de Benín, de 5020 km². Se encuentra al este del anterior, formando parte del Complejo W-Arly Pendjari. Mientras que al oeste se encuentran los parques nacionales de Pendjari y Arli, al este se encuentra lo que se llama parque nacional W, por la forma zigzagueante del río Níger, pero que en realidad son tres parques que suman unos 10 000 km² compartidos por Níger, Burkina Faso y Benín, en un extenso paisaje de sabana arbolada.

## Grupos étnicos de Benín

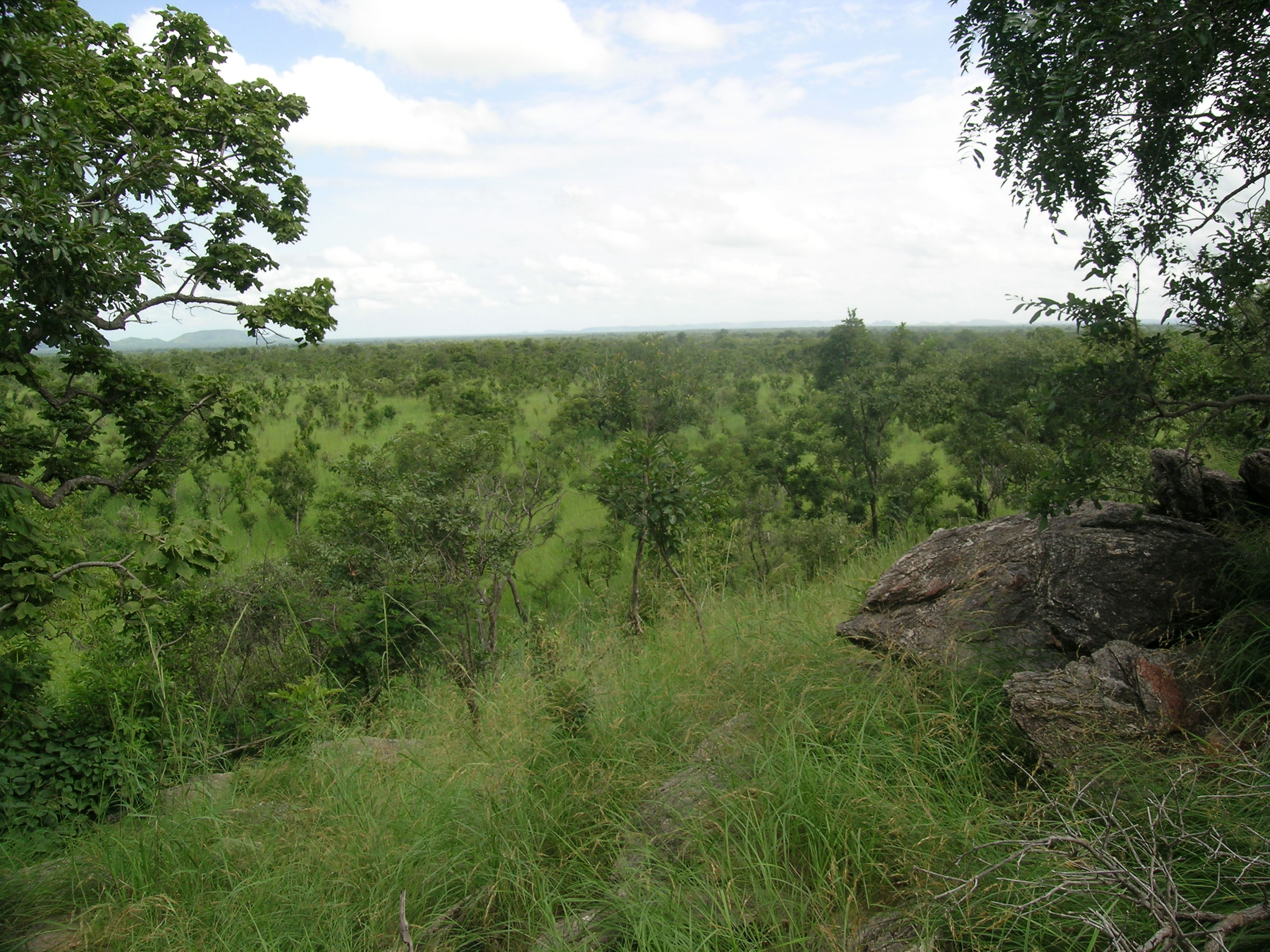
Vista del campo de árboles del parque nacional Pendjari en Benín, desde una estribación de la cordillera de Atakora

Hay más de 50 grupos étnicos en Benín. Los principales son los fon y grupos relacionados (38,4 %), los adja y grupos relacionados (15 %), los yoruba (12 %), los bariba (9,6 %), los peul o fulani (8,6 %), los gua/ottamari o tammari (6,1%), los yoa-lokpa o lukpa (4,3 %) y los dendi (2,9 %).
Benín tiene una población muy joven: el 65 % tiene menos de 25 años, debido a una elevada fertilidad que de todas formas ha ido disminuyendo, de los 7 niños por mujer a los 4,8 en 2016. La edad media es de 17 años. Un 40 % de los benineses vive fuera del país, unos 4,4 millones de personas, debido a la pobreza, especialmente a Nigeria y Costa de Marfil. Menos de un 1% vive en Europa, la mayoría en Francia, antiguo gobierno colonial. La tasa de crecimiento era del 3,4% en 2020, la población urbana es del 48,4% de un total de casi 13 millones de habitantes. Las ciudades más pobladas son Porto Novo, con 285.000 hab., el área metropolitana de Abomey-Calavi, con más de 1 millón, y Cotonú, con 692.000 hab.
El 40% vive en una pobreza extrema. Muchos padres envían a los hijos a trabajar como sirvientes, a minas, canteras o en la agricultura a Nigeria o países cercanos. Al contrario que los países vecinos, donde la población rural se desplaza a la costa, los granjeros de las zonas densamente pobladas del sur y el noroeste se desplazan a las históricamente poco pobladas regiones centrales para dedicarse a la agricultura.
En 2013, el 48,5 % de la población era cristiana, el 27,7 % eran musulmanes, el 11,6 % practicaba vudú, aunque muchos de sus practicantes son cristianos y musulmanes; el 2,6% practican religiones animistas y el 2,6% pertenecen a otras religiones.